# Igreja de Santa Maria Madalena (Jerusalém)
A Igreja de Santa Maria Madalena (em russo : Храм Марии Магдалины, Marii Khram Magdaline ) é um templo cristão pertencente a Igreja Ortodoxa Russa, localizando-se no Monte das Oliveiras, perto do atual Jardim de Getsêmane, em Jerusalém.

## História
A igreja é dedicada em homenagem a Maria Madalena, seguidora de Jesus. Foi construída em 1886 a mandado do czar do antigo Império Russo Alexandre II, em homenagem a sua mãe, a imperatriz Maria Alexandrovna. Foi construída por David Grimm com um telhado tradicional, estilo tenda, típico dos séculos XVI e XVII, além de ter sete cúpulas douradas como uma "cebola".

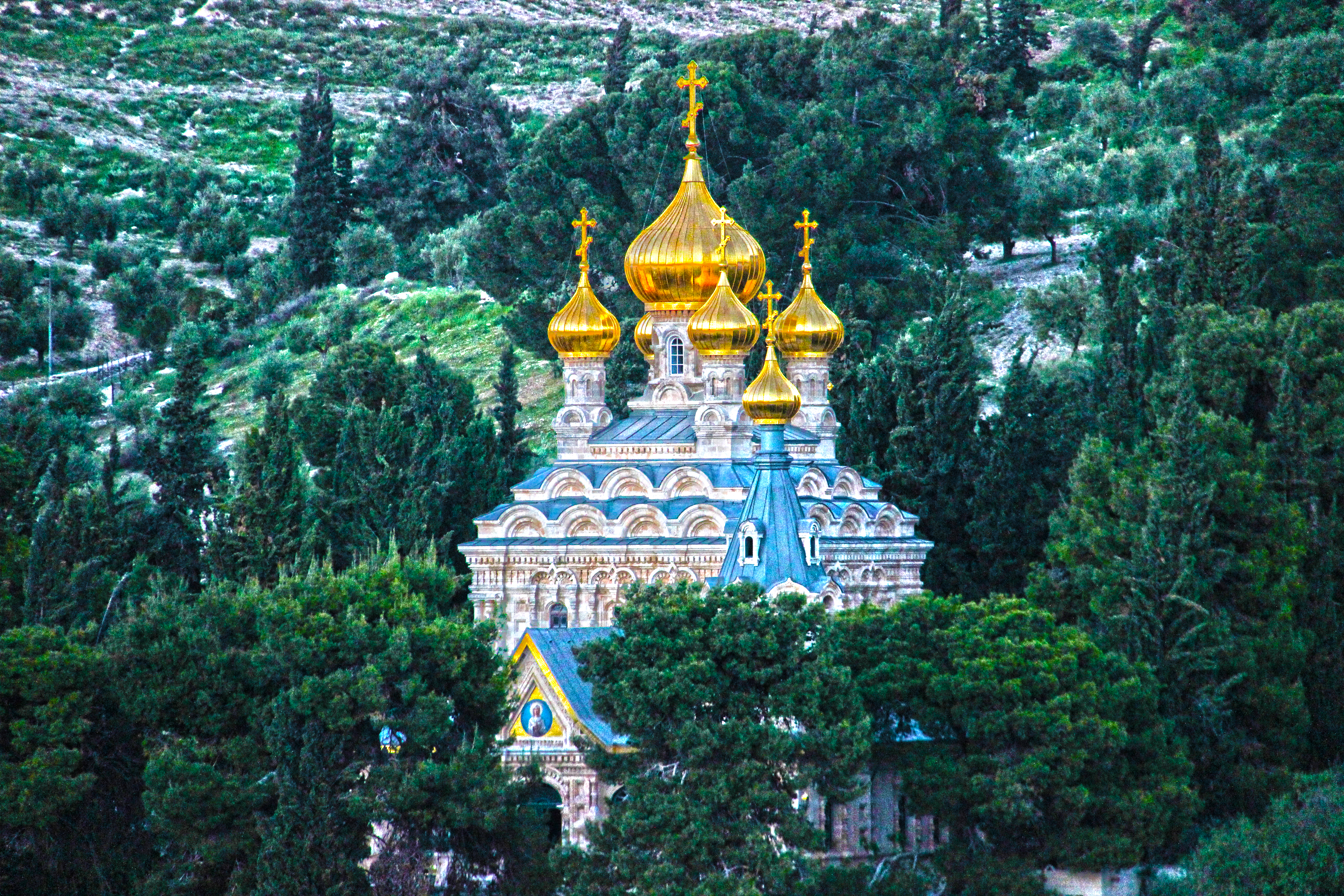

Dois santos martirizados, a grã-duquesa Isabel Feodorovna da Rússia e a freira Varvara Yakovleva, estão enterradas na igreja.

Na década de 1930, a Princesa Alice de Battenberg, mãe do Príncipe Filipe, Duque de Edimburgo, visitou a igreja e pediu para ser enterrada perto de sua tia, a Grã-Duquesa Isabel. Em 1969, ela morreu no Palácio de Buckingham. Em 1988, seus restos mortais foram transferidos para a cripta da igreja.

## Ligações Externas
- Website oficial
- Panoramas interativos em Israel